# Jerónimo Roldán

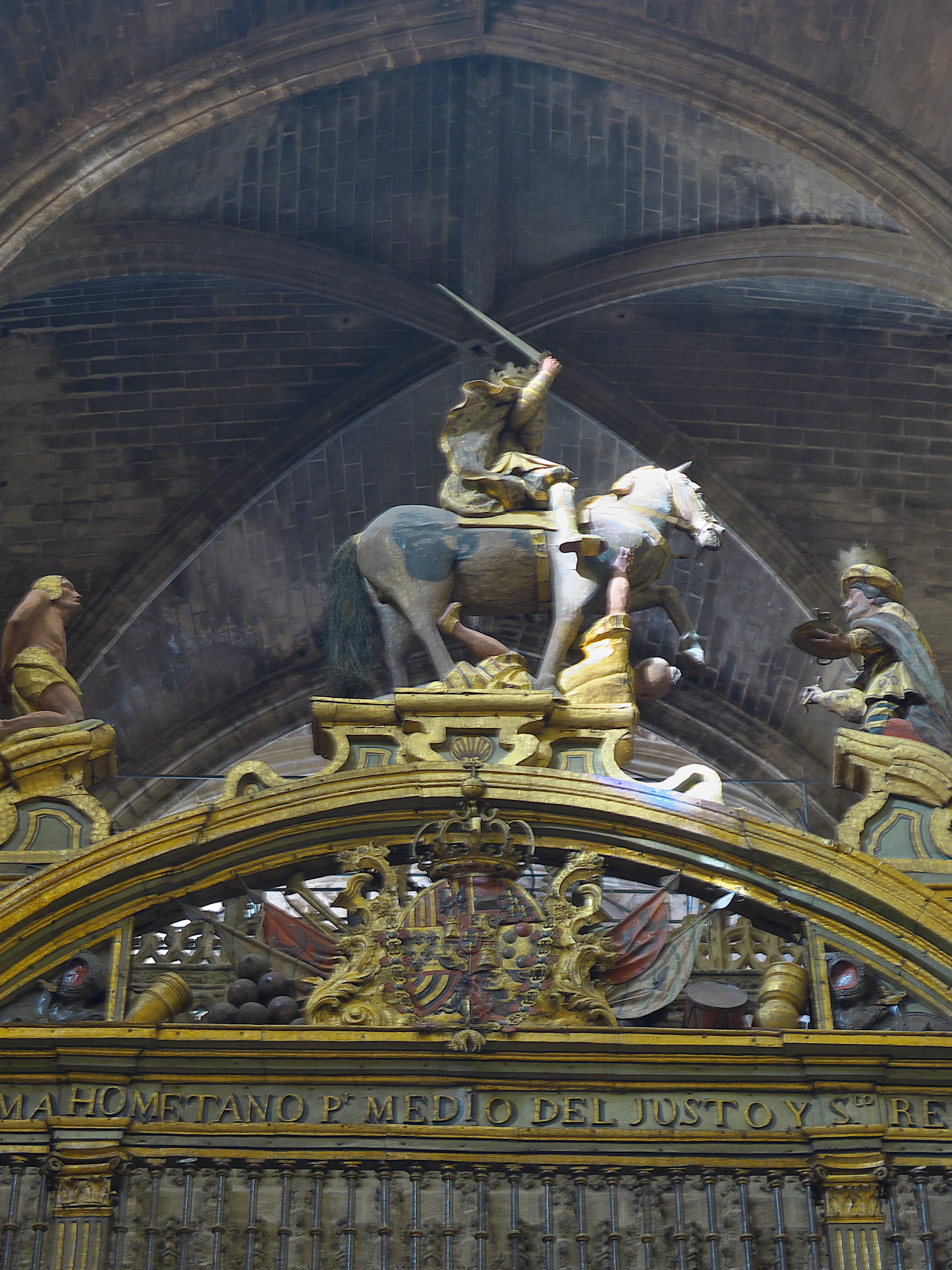
Capilla Real de la Catedral de Sevilla

Jerónimo Roldán (Sevilla, 1701-ibídem, 1780), cuyo nombre de nacimiento fue Jerónimo Tiburcio Roldán y Serrallonga, fue un escultor e imaginero español del periodo barroco, nieto de Pedro Roldan. Sus obras más conocidas son el grupo escultórico de la Entrega de las llaves de Sevilla a San Fernando que se encuentra situado en la cúspide de la reja de la Capilla Real de la Catedral de Sevilla, la Virgen del Rosario y el Cristo de la Paz de la Capilla del Rosario del barrio de los Humeros, también en Sevilla.